# Augustin Souchy
Augustin Souchy (Racibórz, atual Polónia, 1892 – Munique, 1984) foi um anarquista, anarcossindicalista, antimilitarista e jornalista alemão.

## Primeira Guerra Mundial
Com o início da primeira guerra mundial, Souchy deslocou-se para a Áustria, desde onde foi deportado e forçado a levar uma marca arredor do seu pescoço com a legenda “Atenção: Anarquista!”. Essa legenda tornar-se-ia mais tarde o título das suas memórias. Depois da deportação, tentou fugir à Suécia, onde foi novamente prendido por causa das suas atividades de propaganda antimilitarista. Fugiu da prisão e viajou ilegalmente por Dinamarca e Noruega até 1919, quando regressou à Alemanha para aderir à organização anarcossindicalista União Livre de Trabalhadores (FAUD). Entre abril e novembro de 1920, viajou à Rússia Soviética com o fim de se entrevistar com Vladimir Lenin como representante da FAUD e com o fim de aderir à Komintern. Nessa viagem visitou também um dos principais teóricos anarquistas da época, Piotr Kropotkin.

## República de Weimar
Depois da viagem pela União Soviética, deslocou-se à França, onde permaneceu o ano 1921. Lá teve um filho, Jean, com Therese Souchy. Mas foi finalmente expulso do país pela sua atividade anarquista. Regressão então à Alemanha onde se tornou editor do jornal Der Syndicalist até a década de 1930. Conjuntamente com Rudolf Rocker, o principal teórico anarquista do momento, organizou a Associação Internacional dos Trabalhadores (AIT) como ferramenta com que disputar o papel da Profintern soviética. Nessa época, manteve contatos com os numerosos anarquistas de diversos países que topavam em Berlim um refúgio no seu exílio, inclusive anarquistas russos que abandonaram o país perante a ascensão do estalinismo e também anarquistas espanhóis. Até, teve uma implicação direta no nutrido movimento anarquista no Estado espanhol.

## Exílio
Porém, com a chegada ao poder do nazismo, a perseguição dos anarquistas fez-se muito mais dura. Dias antes do arresto do seu amigo, o escritor anarquista Erich Mühsam, Souchy abandonou o país com rumo a Paris, onde permaneceu deslocando-se continuadamente cara à Catalunha. Com o início da Guerra Civil, organizou diversos envios de dinheiro e armas à organização anarcossindicalista CNT-FAI e, desde a Catalunha Anarquista, escreveu alguns das suas mais influentes obras sobre a experiência coletivizadora nessa área. A queda da Revolução espanhola em 1939 com a vitória definitiva das tropas franquistas fez com que Souchy tentasse regressar à França. Todavia, foi arrestado e passou dois anos num campo de prisioneiros.
Em 1942 conseguiu fugir a México, onde morou até 1948 e publicou numerosos livros sobre o socialismo libertário e a experiência catalã. Em 1952, viajou a Israel, onde estudou os kibbutzim como experiência coletivizadora, depois do qual se deslocou à Cuba com o fim de participar ativamente no projeto anarquista cubano. No fim da década de 1950 até realizou uma ronda de conferências pela América do Sul com o intuito de alavancar o sindicalismo. Em 1963, a Organização Internacional do Trabalho contratou-o como perito em educação.

## Regresso à Alemanha
Em 1966, Souchy instalou-se em Munique e participou ativamente em rádios e jornais alemães como Der Spiegel. Ademais, desde a década de 1950 já foram publicadas algumas das suas obras na Alemanha e ele continuou a escrever novos ensaios. Em 1983, foi convidado junto com Clara Thalmann a viajar à Espanha para realizar um documentário sobre a participação de ambos no movimento anarquista. O documentário foi lançado em 1984 sob o título de Die lange Hoffnung (A longa esperança). Porém, Souchy não chegou a vê-lo. Morreu em 1 de janeiro desse ano por causa de uma pneumonia com 91 anos de idade no hospital da Cruz Vermelha de Munique. Não houve funeral nem enterro. O seu corpo foi doado à ciência.